# Тул Хостилије
Тул Хостилије (лат. Tullus Hostilius) је био трећи легендарни римски краљ, који је владао од ; 673. п. н. е. до 642. п. н. е.. Наследио је на престолу Нуму Помпилија.
Тул је био ратоборни краљ. Водио је успешни рат против племена Алба, Фидена и Веја и први је проширио римску територију иза зидина града Рима. Био је представник народа Луцера који су заједно са Тицијима и Рамнима чинини римско стоновништво (популус Романус). Тул је поразио Албе и брдо Алба Лонга припојио граду Риму.
Легенда каже да је Тул био толико заокупљен вођењем ратова да је потпуно занемарио божју службу, али се верује да је веровао у бога Јупитера, коме се и молио за снагу и помоћ.
У Тулово време у Риму је изграђена и Курија Хостилија, зграда римског Сената.